# Нуракаев, Ерик Есимович
Ерик Есимович Нуракаев (каз. Ерік Есімұлы Нұрақаев, род. 1 сентября 1960, Орталык, Жамбылский район, Северо-Казахстанская область, Казахская ССР) — казахстанский государственный деятель, аким города Петропавловска (2008—2009).

## Биография
Родился 1 сентября 1960 года в селе Орталык Жамбылского района Северо-Казахстанской области.
В 1982 году окончил Алма-Атинский институт народного хозяйства («экономист»), в 2002-м — Академию государственной службы при Президенте Республики Казахстан («менеджер государственной службы»).

## Трудовая деятельность
Трудовую деятельность начал экономистом по труду и заработной плате совхоза «Хмельницкий» Тимирязевского района.
В 1983—1987 — главный экономист Джамбулского райспецхозобъединения.
С 1987 года — старший экономист по труду и заработной плате Ленинского районного агропромышленного объединения (РАПО), затем начальник отдела планирования агропромышленного объединения «Ленинское» Ленинского района.
В 1995—2002 — заместитель акима Есильского района по экономике.
В 2002—2004 — аким Акжарского района.
В 2004—2006 — заместитель акима Северо-Казахстанской области по социальной сфере.
В 2006—2008 — заместитель акима Северо-Казахстанской области по экономике и финансам.
В 2008—2009 — аким города Петропавловска.
В 2009—2012 — руководитель крестьянского хозяйства «Болатбек».
В 2012—2013 — аким Есильского района.
В 2013—2017 — директор Северо-Казахстанского филиала АО «Казпочта».
С 2017 года — председатель территориального объединения профсоюзов Северо-Казахстанской области.